# Ronald Jansen
Ronald Jansen, né le 30 décembre 1963 à Saint-Michel-Gestel, est un joueur néerlandais de hockey sur gazon.

## Palmarès
- Médaille de bronze aux Jeux olympiques de Séoul en 1988
- Médaille d'or aux Jeux olympiques d'Atlanta en 1996
- Médaille d'or aux Jeux olympiques de Sydney en 2000[1]